# Communauté en ligne
 (décembre 2020).
Une communauté en ligne est « un groupement d'individus ayant des intérêts communs et interagissant entre eux, autour d'une activité particulière, par le biais de dispositifs sociotechniques connectés par le réseau internet ». Le terme « en ligne » signifie que les membres interagissent via internet. 
Le terme « communauté virtuelle » (virtual community) est attribué au livre du même nom publié en 1993 et écrit par Howard Rheingold. Bien que couramment utilisé, le terme « communauté en ligne » demeure plus précis pour désigner ce type de collectif, dès lors, le mot virtuel « peut renvoyer à la notion de possibilité ou d’éventualité, ou d’un phénomène qui existerait sans se manifester, voire de l’absence d’existence ».
Dans son livre virtual community, Howard Rheingold définit pour la première fois les communautés virtuelles comme « des regroupements socioculturels qui émergent du Net lorsqu'un nombre suffisant d'individus participent à ces discussions publiques pendant assez de temps en y mettant suffisamment de cœur pour que des réseaux de relations humaines se tissent au sein du cyberespace »
Certaines communautés sont purement « virtuelles » tandis que d’autres se prolongent dans la réalité : le Web permet de gérer des plannings, organiser des réunions ou passer des informations.

## La participation
Dans son livre, Rheingold évoque l’existence d’un « contrat social » au sein des communautés en ligne qui requiert d’un individu qu’il donne pour recevoir en retour. D’après sa propre expérience au sein de la communauté virtuelle WELL, Rheingold estime que l’aide qu’il reçoit surpasse largement l’énergie qu’il déploie pour venir en aide aux autres. Selon lui, les communautés en ligne permettent ainsi d’atteindre un équilibre entre altruisme et intérêt personnel.
Les motivations des participants ne sont pas toutes du ressort de l'altruisme. Diverses théories peuvent être utilisées pour mieux comprendre les différents éléments qui interviennent dans cette motivation telle que la théorie de l'échange social proposée par George Homans et qui repose sur une vision quasi-économique et utilitariste : les gens interagissent s'ils perçoivent un bénéfice dans cet échange.

### Relation entre la communauté et les participants
La relation entre un individu et une communauté virtuelle évolue : l'individu commence par être un badaud (observateur ou « Lurker »), puis en commençant à participer il devient un novice, ensuite il devient un habitué et il pourra potentiellement à terme devenir un leader. Il finira en étant un senior (qui se désintéresse peu à peu),.
On peut également parler de « coévolution » pour décrire la relation entre l’individu et le réseau dans lequel il participe en ligne. D’un côté, c’est la communauté qui valide ou non la façon dont les individus se présentent sur Internet. Par exemple, les réactions et les commentaires sous une photo sur Facebook permettent à l’utilisateur qui a posté la photo de comprendre si celle-ci a été bien reçue ou non par son réseau personnel. Ainsi, la façon dont les individus se présentent en ligne est toujours à l’épreuve du regard des communautés d’usagers, ce qui tend à créer une culture commune et des façons de se présenter similaires. D’un autre côté, les communautés n’écrasent pas non plus systématiquement les particularités des individus. Lorsque ceux-ci forment des liens avec d’autres individus en ligne, ils ne le font pas forcément avec des personnes qui appartiennent au même milieu social ou qui ont les mêmes références culturelles : la tendance à l’homophilie n’est pas prépondérante. Les individus ont donc une marge de manœuvre sur Internet qui leur permet d’exprimer leur personnalité au sein des communautés dans lesquelles ils entretiennent des relations et de se distinguer, dans une certaine mesure, de la masse des autres utilisateurs. Ces variations individuelles influencent la façon dont les communautés se développent sur le long terme et montrent une double dynamique entre individu et communauté en ligne.
Usenet, Wikipédia, Myspace, Facebook, Second Life ou Mastodon sont autant d'outils permettant à des communautés d'émerger. Certaines communautés se regroupent autour de plateformes collaboratives telles qu'Agora-project, eGroupWare ou encore Zimbra.
Sur Facebook, la communauté en ligne Wanted, ou Wanted Community, compte plus de 800 000 membres, répartis dans des communautés locales, prônant l'entraide et la solidarité entre particuliers. Fondée en 2011, elle compte 90 modérateurs bénévoles qui s'y consacraient à plein temps en 2008. Chaque mois, environ 60 000 messages et 600 000 commentaires y sont échangés. En 2018, ils obtiennent de Facebook une bourse de 1 million de dollars.
Construites principalement à partir des réseaux sociaux, certaines communautés, notamment créées autour de créateurs de contenu ou d'influenceurs numériques, peuvent être multi-plateforme. Une communauté peut par exemple utiliser des plateformes diverses de diffusion de contenu en direct, tel que Twitch, tout en ayant un forum de discussion sur Discord permettant d'échanger autour de centres d'intérêt communs et de diffuser un planning pour monter un projet commun. Il est fréquent que ce type de communautés soit également présent sur les réseaux sociaux, tel que Instagram, Twitter ou Facebook, suivant leurs besoins et leurs spécificités.
Barry Wellman parle d'une « mondialisation » des communautés en ligne. Grâce à Internet, les individus étendent leurs réseaux de relations à travers le monde. Paradoxalement, cette possibilité de contact immédiat en ligne les amène aussi à réduire leur fréquence de déplacements et à augmenter leur participation hors-ligne dans les communautés plus locales.

### Raisons qui interviennent dans la contribution des individus
Les raisons pour lesquelles un individu rejoint une communauté sont diverses. 

#### Raisons sociales
Les interactions sociales pouvant être proposées permettent de rompre la solitude d'un grand nombre de personnes et de communiquer à distance. Elles peuvent se révéler vitales pour des individus isolés (en période de confinement par exemple) ou pour des personnes souffrant de phobie sociale, d'agoraphobie. En sociologie des communautés virtuelles, il s'agit en général d'un usage social d'une technologie existante s'expliquant en grande partie par la sociabilité humaine.

#### Coûts faibles
Wellman souligne l’importance du faible coût des interactions dans les communautés en ligne dans la motivation des individus à participer. D’une part, le faible coût matériel, puisque chacun peut contribuer facilement à l’échange depuis son propre appareil. D’autre part, le faible coût psychologique et social, puisque les interactions en ligne ne se déroulent pas en face-à-face. Les participants se sentent donc plus libres de pouvoir choisir s’ils veulent intervenir dans l’échange ou le quitter. L’absence de face-à-face permet aussi dans une certaine mesure de gommer les différences sociales et culturelles entre les individus qui pourraient créer des moments d’incompréhension ou de malaise dans une situation hors-ligne.

#### Reconnaissance
Construites à partir des réseaux sociaux, les interactions en ligne peuvent également être un moyen d'apporter à un individu de la reconnaissance sociale. Elles peuvent donner à cet individu en quête d'efficacité une impression de contrôle sur les choses (théorie d'auto-efficacité - self-efficacy - d'Albert Bandura).

#### Réciprocité
Certaines communautés sont basées sur un fonctionnement de réciprocité anticipée où des individus proposent des services en espérant que les autres feront de même. Les plateformes d'échanges de biens, telle que l'application GEEV, fonctionnent sur ce système. Une personne propose un objet gratuitement et cumule des points en fonction du nombre d'objets proposés au don. Ces points permettent à la personne de bénéficier également de la plateforme sur laquelle elle pourra choisir d'acquérir un objet proposé au don.

#### Capital social
L'individu peut également rechercher dans ces communautés la construction d'un capital social via la construction d'un réseau. La capacité d’entretenir un grand nombre de relations avec des personnes aux caractéristiques sociales différentes (statut, âge, ethnie, genre…) sur internet permet aux individus de construire un capital social plus large et plus diversifié qu’ils peuvent ensuite mobiliser dans de nombreuses situations. L'extension de ces réseaux peut notamment être recherchée dans le cadre de la recherche d'emploi.

## La nature des relations dans les communautés en ligne
Les liens créés dans les communautés en ligne sont souvent décrits comme différents de ceux créés dans les communautés hors-ligne.
Une particularité des liens créés en ligne est qu’ils s’articulent souvent autour d’un thème ou bien d’un intérêt commun spécifique (les groupes d’entraide pour les personnes alcooliques, ou bien pour les femmes enceintes par exemple). Les individus ont souvent tendance à participer de façon limitée dans un grand nombre de communautés en ligne différentes, car il est facile de construire de nouveaux liens et d'étendre son réseau.
L’aide en ligne se présente d’ailleurs souvent sous la forme de multiples petites contributions individuelles qui vont s’agréger pour résoudre un plus gros problème. Dominique Cardon parle de « force des coopérations faibles » (reprenant l’expression de Granovetter). Les communautés d’Internet sont le résultat d’un ensemble d’actions individuelles, guidées par des intérêts personnels plutôt qu’un sentiment collectif. À la différence des « coopérations fortes », qui se fondent sur une communauté préexistante de valeurs et d'intentions, les coopérations faibles se caractérisent par la formation « opportuniste » de liens et de collectifs qui ne présupposent pas préalablement d'intentionnalité collective ou d'appartenance « communautaire ». Le sociologue donne l'exemple de Flickr, où des photographes amateurs se sont mis à prendre en photo les caméras de surveillance dans leur ville et ont déposé leurs photos dans des groupes spécialisés, créant ainsi un répertoire mondial des caméras indiscrètes. Certains, simples citoyens à l’origine, sont alors devenus de vrais militants de la liberté dans les espaces publics.
Cela n’empêche pas néanmoins les relations communautaires de se développer et de devenir plus intimes. En revanche, le contact en ligne peut être un facteur qui ralentit le développement de relations fortes entre les individus, dans la mesure où la communication entre eux est asynchrone et où les moyens d’expression sont plus limités. On peut décrire les liens forts entre les individus dans les communautés en ligne comme des « relations intimes de second plan » : des relations informelles et fréquentes, mais qui se centrent souvent sur un sujet spécifique, et qui mettent plus de temps à se développer et à s’élargir à d’autres domaines.
Le manque de face-à-face dans les interactions en ligne peut aussi être un facteur fragilisant des communautés. À cause des moyens d’expression plus limités, il arrive plus fréquemment qu’un individu ait un comportement perçu comme ambigu par les autres membres de la communauté, ce qui peut remettre en question l’équilibre communautaire.

## L'identité en ligne
L’identité et l’existence des participants découlent de leur singularité : celle-ci s’exprimera plus facilement par des témoignages vécus que par une analyse de l’actualité qui, elle, peut générer de la concurrence, de la pagaille, des opinions divergentes. La finesse du témoignage va affirmer la singularité des acteurs et la qualité de la communauté.

## Typologie des communautés en ligne

### Communautés de joueurs
Le joueur fait partie d'un univers virtuel dans lequel il crée son avatar, personnage qu'il contrôle et avec lequel il entre en contact avec d'autres joueurs. Ainsi, des communautés se forment afin de progresser à plusieurs dans des mondes virtuels d'inspiration fantastique, de science-fiction ou de super-héros.
Des groupes de joueurs ayant des intérêts communs peuvent alors se retrouver confrontés à d'autres joueurs créant ainsi des conflits d’intérêts. Il s’agit de conflits légitimes car ces derniers sont imposés par le jeu. Certains jeux bien spécifiques tels que les jeux de rôle en ligne massivement multijoueur incitent les joueurs à créer des clans afin que la progression de leur avatar soit plus efficace. De plus, ces jeux proposent avant tout au joueur une expérience de jeu qui lui permet de se sentir intégré par une communauté de personnes partageant les mêmes centres d’intérêt.
Les communautés de joueurs sont essentielles à l'évolution du jeu. Certains jeux tels qu'Eve Online mettent à disposition des joueurs des possibilités d'action telles que la communauté de joueurs puissent instaurer certaines règles de conduite afin que l'univers du jeu reste cohérent et respecte l’ensemble des joueurs. Il a été possible aux joueurs d'Eve Online, par exemple, lors d'un désaccord entre ces derniers et les développeurs du jeu, de manifester leurs mécontentements en bloquant le système économique du jeu, le rendant alors injouable. Cela a directement provoqué des conflits non prévu par le jeu qui a handicapé la progression des autres joueurs – ces conflits pouvant être perçus comme non légitime pour ces derniers.
On observe également de nombreux aspects de la vie réelle se reproduire dans les communautés de joueurs. Un problème moins connu est le bizutage dans les communautés en ligne. Les membres d'une communauté en ligne d'élite utilisent le bizutage pour montrer leur pouvoir, produire une inégalité et inciter la fidélisation des nouveaux arrivants. Alors que le bizutage en ligne n'influence pas la contrainte physique, « les valeurs d'état de la domination et de la subordination sont tout aussi transmises ».
De plus, certains conflits font rage dans des univers virtuels tels que celui d'Eve Online. Effectivement, un jeu proposant autant de liberté et où le centre du jeu concerne l'économie finis par instaurer des tensions géopolitiques fictives. On observe notamment une grande méfiance des joueurs lorsqu'il s’agit de recruter un nouveau membre dans leurs équipes afin de ne pas risquer de tout perdre.
Dans un article publié dans la revue Harvard Business Review, A. Armstrong et J.Hagel évoquent quatre types de communautés en ligne pour expliquer les éléments clés de leur croissance : les communautés de transaction, les communautés d'intérêt, les communautés de fantaisie et les communautés de relation. Il est possible d’établir un parallèle avec les communautés de joueurs en ligne qui présentent certaines des caractéristiques propres aux communautés suivantes :
- Les communautés d'intérêt impliquant l'interaction en ligne de personnes ayant des connaissances spécifiques sur un certain sujet.
- Les communautés de fantaisie encourageant les gens à participer à des formes alternatives en ligne de la réalité, telles que les jeux où elles sont représentées par des avatars.
- Les communautés de relation révélant ou protégeant l'identité de quelqu'un tout en leur permettant de communiquer avec d'autres, comme dans les services de rencontres en ligne.

### Communautés de citoyens
Les communautés virtuelles peuvent donner forme à la constitution de communautés de citoyens, et revêtir ainsi une dimension politique. Après l’individualisation des pratiques de consommation, qui a en grande partie fait éclater les communautés politiques traditionnelles , le monde virtuel est considéré par certains sociologues comme un outil de préservation – voire de renaissance – de la communauté politique. Howard Rheingold, dans son ouvrage intitulé The Virtual Community, observe le développement par le net d’une communauté libertaire dans la Silicon Valley, prônant une liberté de mœurs et une bienveillance réciproque généralisée .
Observateur engagé, il prône de prendre exemple sur cette communauté politique en ligne et de coloniser internet (ou home steading) afin d'en faire un lieu de structuration de nouvelles communautés politiques. Cet investissement politique paraît alors permis par le web plus que par tout autre support, car ce dernier permettrait le renouveau de formes d'échanges gratuits et non marchands, propre aux société archaïques. Pour Richard Barbrook en effet, la logique du Potlatch définie par Marcel Mauss comme une forme primaire de don et de contre-don à l'origine des premières communautés politiques , aurait refait surface à travers le web via les échanges non commerciaux, le nocopyright, le free-software ou le peer to peer etc. .
Ces analyses sociologiques, qui mettent en évidence la dimension politique des communautés en ligne, permettent le développement d'un projet politique plus global, incarné par certains chefs d'entreprise de la Silicon Valley, consistant à faire d'internet le support d'une communauté politique globale dépassant les État-nations. C'est notamment la vision développée par Mark Zuckerberg, le fondateur et PDG de Facebook, pour qui cette plateforme s’engage à nous rapprocher les uns des autres et à construire une communauté globale . Face au déclin de l’adhésion aux communautés locales traditionnelles telles que les églises, les équipes de sport, les syndicats ou autres groupes locaux, Facebook et ses communautés virtuelles seraient un moyen de connecter davantage de gens avec des groupes qui seraient des structures sociales porteuses de sens .

### Classes en ligne
Depuis l'émergence des réseaux sociaux, des groupes en ligne d'étudiants (à l'échelle d'une classe, d'un établissement, d'une association ou autre) sont couramment créés afin de faire circuler de l'information en rapport avec leurs études et de s'entraider. La pandémie COVID-19 a conduit à la mise en place de nombreux cours en distanciels, en raison de la fermetures totale ou partielle des établissements scolaires ou des universités. La classe (communauté réelle) a donc été encore plus massivement transposée en ligne devenant alors une communauté virtuelle. L'usage scolaire de la plateforme Discord expliquerait en partie le boom de sa popularité en France.

## Les profils des usagers d'une communauté virtuelle
Bien que les communautés en ligne différent en contenus par rapport aux communautés réelles, les rôles que l’on retrouve dans les communautés virtuelles s’apparentent à ceux observés dans les communautés réelles. Une certaine hiérarchie avec des codes associés que l’on retrouve dans la réalité s’applique au sein des espaces communautaires virtuels. Selon Elliot Volkman (animateur de communauté), on pourra définir les rôles suivants dans ces espaces virtuels.

### L’architecte de communauté
L'architecte de communauté a pour objectif de créer une communauté en ligne. De ce fait, son rôle est de définir le but, les objectifs et les outils nécessaires à la constitution de sa communauté. Il peut être porté par une personne ou un groupe de personnes.

### L’animateur de communauté ou «community builder»
Il est désigné comme expert des communautés en ligne et a pour rôle d’organiser une communauté autour d’un intérêt commun. Il participe à dynamiser les échanges au sein de celle-ci et a un rôle de modérateur en veillant à ce que chacun respecte les règles et les codes de bonne conduite qui lui est propre.

### Les consommateurs passifs ou "lurker"
Ces personnes consomment le contenu produit par une communauté en ligne à travers les posts (messages sur une plateforme en ligne), les discussions ou les commentaires, mais ne contribuent pour autant jamais aux échanges. Ils sont cependant très importants car ils constituent l'énorme majorité des membres d'une communauté, environ 90% selon le principe du « 90-9-1 ».
Parmi ces consommateurs passifs, il en existe néanmoins certains qui ne se contentent pas seulement de consommer l'information, mais qui partagent aussi le contenu de ces communautés au sein de leurs réseaux personnels.

### Les contributeurs occasionnels
Ces personnes qui représenteraient environ 9% des membres d'une communauté sont des partageurs ou commentateurs occasionnels qui interagissent au sein de la communauté sans pour autant en être le noyau dur.

### Lesutilisateurs influents
Ces utilisateurs sont extrêmement actifs au sein de la communauté ; ils créent de nouvelles discussions et font des retours aux community managers. Ils essayent de diffuser grandement la communauté et agissent parfois eux-mêmes comme des community managers. Cependant, ils représentent une minorité de la population d'une communauté, environ 1%.

### Les membres rémunérés
Certains membres d'une communauté en ligne sont rémunérées afin de contribuer activement avec du contenu de qualité au sein de la communauté. Ainsi, les membres externes à la communauté voit que celle-ci est active et peuvent potentiellement être plus motivés à l’intégrer. Les membres rémunérés peuvent aussi intégrer d’autres communautés afin de promouvoir la communauté à laquelle ils sont rattachés et ainsi drainer de nouveaux membres. Les membres rémunérés peuvent également faire partie des modérateurs ou des community managers quand la gestion de ces communautés demandent du temps et se professionnalisent.
Si le reste des membres d'une communauté n'est pas rémunéré pour sa participation, ce n'est pas pour autant que celle-ci n'est pas assimilable à un travail. En réalité, avec le développement de la science des données, il est possible pour les plateformes qui accueillent les communautés de tirer du profit des micro-actions et interactions engagées par les utilisateurs. Ainsi, la plateforme d'apprentissage linguistique Duolingo permet à sa communauté d'utilisateurs de traduire des textes pour pouvoir pratiquer gratuitement une langue étrangère. Ces traductions sont ensuite réutilisées par la plateforme pour calibrer des intelligence artificielles qui prédisent la pertinence d'un mot dans un texte traduit, ou qui estiment la qualité des traductions sur des sites partenaires. Plusieurs conceptions de la valeur de ces contributions non-rémunérées des utilisateurs dans les communautés en ligne existent, certaines considérant notamment que celles-ci sont assimilables à du travail numérique.